# Marcelle Lucas
Pour les articles homonymes, voir Lucas.
 (mai 2016).
Si vous disposez d'ouvrages ou d'articles de référence ou si vous connaissez des sites web de qualité traitant du thème abordé ici, merci de compléter l'article en donnant les références utiles à sa vérifiabilité et en les liant à la section « Notes et références ».
Marcelle Lucas est une actrice de théâtre et de cinéma française.

## Théâtre

### Danseuse
- 1911 : Les Amours du Diable, opéra-féerie en 4 actes et 8 tableaux de Saint-Georges, musique d'Albert Grisar, ballets réglés par Mlle Berthe Etrel, au Trianon-Lyrique (11 mai)[1]
- 1912 : Le Songe d'une nuit d'été, féerie en 12 tableaux adaptée de la comédie en 5 actes de Shakespeare, mise en scène de Camille de Sainte-Croix, ballets réglés par Mme Jane Hugard de l'Opéra, au théâtre Shakespeare (29 juin) : Grain de Moutarde[2]
- 1912 : Le Terrible Boby, opérette en 3 actes et 4 tableaux de Georges Montignac, musique de Paul Rémond, ballets réglés par M. Adeline de l'Opéra, au théâtre de la Renaissance (17 octobre) : un lutin[3]

### Chanteuse et comédienne
- 1932 : Ces Messieurs-Dames, revue en 20 tableaux de Francis Carco, musique de Vincent Scotto et Larmangeat, au Studio de Paris (18 novembre) : la pierreuse[4],[5]
- 1933 : Katinka, opérette viennoise en 3 actes et 20 tableaux de Bekoffi, adaptation française d'André Barde, Pierre Varenne et Robert Delamarre, musique de Louis Lajtai, au théâtre de l'Empire (8 juin) : la princesse Éléonore
- 1936 : Tout Paris chante, revue à grand spectacle en 2 actes et 34 tableaux d'Henri Varna, Léo Lelièvre, Marc Cab et Charles Tutelier, au Casino de Paris (2 octobre) : une commère

## Filmographie
- 1920 : Le Carnaval des vérités de Marcel L'Herbier
- 1931 : Marions-nous de Louis Mercanton
- 1934 : Mariage à responsabilité limitée de Jean de Limur
- 1934 : Sidonie Panache d'Henry Wulschleger : une grisette